# شعار ساموا
يستلهم شعار ساموا من الأمم المتحدة، حيث كانت تدير نيوزيلندا ساموا الغربية بتفويض من عصبة الأمم ثم من الأمم المتحدة حتى حصلت البلاد على استقلالها في 1 يناير 1962، باسم ساموا الغربية. كانت ساموا أول دولة بولينيزية استقلات في القرن العشرين. توجد خلفية الأمم المتحدة المتداخلة ومعظم العناصر الأخرى على العلم الوطني.

## الوصف
يعرف الختم العام من خلال التشريع على النحو التالي:
درع ثلثيه السفليين باللون الأزرق، وعليه 5 نجوم فضية تمثل كوكبة الصليب الجنوبي، من نفس شكل وحجم النجوم على علم ساموا؛ ويصور الثلث العلوي البحر الأخضر مع نخلة جوز الهند الخضراء؛ يعلوا الدرع صليب ذهبي، والخلفية المتداخلة وأوراق الزيتون كما في شعار الأمم المتحدة، وشعار Fa'avae i Le Atua Samoa، (الله أساس ساموا).

## الشعارات التاريخية

شعار نبالة مملكة ساموا (1873-1900)
شعار مقترح لساموا الألمانية في عام 1914، ولكنه لم يستخدم.
شارة إقليم ساموا الغربية الخاضع للوصاية من عام (1925-1951)
شعار ساموا الغربية (1951-1962)